# 2012–2013-as magyar női vízilabdakupa
A 2012–2013-as magyar női vízilabdakupa, szponzorált nevén az Theodora-Magyar Kupa, a tizenharmadik kiírás volt a versenysorozat történetében. A kupára hét csapat nevezett. A győzelmet az Eger szerezte meg.

## Eredmények

### Selejtező
október 27–28.
A csoport (Szőnyi út)
| Hely. | Csapat             | M | Gy | D | V | G+ | G– | Gk | P | Továbbjutás vagy kiesés    |  | EGER | BVSC | SZEG |
| ----- | ------------------ | - | -- | - | - | -- | -- | -- | - | -------------------------- |  | ---- | ---- | ---- |
| 1.    | Egri VK            | 2 | 1  | 1 | 0 | 18 | 14 | +4 | 4 | Továbbjutott az elődöntőbe |  | —    | 9–5  | 9–9  |
| 2.    | BVSC-Zugló         | 2 | 1  | 0 | 1 | 18 | 15 | +3 | 3 | Továbbjutott az elődöntőbe |  | 5–9  | —    | 13–6 |
| 3.    | Universitas Szeged | 2 | 0  | 1 | 1 | 15 | 22 | −7 | 1 |                            |  | 9–9  | 6–13 | —    |

B csoport (Szentes)
| Hely. | Csapat                | M | Gy | D | V | G+ | G– | Gk  | P | Továbbjutás vagy kiesés    |      | SZEN | DUV  | UVSE | BHSE |
| ----- | --------------------- | - | -- | - | - | -- | -- | --- | - | -------------------------- | ---- | ---- | ---- | ---- | ---- |
| 1.    | Szentesi VK           | 3 | 3  | 0 | 0 | 41 | 15 | +26 | 9 | Továbbjutott az elődöntőbe |      | —    | 7–5  | 18–7 | 16–3 |
| 2.    | Dunaújvárosi Főiskola | 3 | 2  | 0 | 1 | 35 | 20 | +15 | 6 | Továbbjutott az elődöntőbe |      | 5–7  | —    | 14–5 | 16–8 |
| 3.    | UVSE                  | 3 | 1  | 0 | 2 | 21 | 40 | −19 | 3 |                            |      | 7–18 | 5–14 | —    | 9–8  |
| 4.    | Bp. Honvéd            | 3 | 0  | 0 | 3 | 19 | 41 | −22 | 0 |                            | 3–16 | 8–16 | 8–9  | —    |      |

### Elődöntő
november 9., Komjádi uszoda
| 1. csapat             | Eredmény | 2. csapat   |
| --------------------- | -------- | ----------- |
| Dunaújvárosi Főiskola | 4–10     | Egri VK     |
| BVSC-Zugló            | 7–9      | Szentesi VK |

### Döntő
| 2012. november 11. 10:00 | Egri VK                                 | 9–5 | Szentesi VK                            | Komjádi uszoda Nézőszám: 400 Játékvezetők: Székely Balázs Kun György |
| 2012. november 11. 10:00 | (2–1, 1–1, 3–3, 3–0)                    |     |                                        | Komjádi uszoda Nézőszám: 400 Játékvezetők: Székely Balázs Kun György |
| 2012. november 11. 10:00 | Antal 5 Keszthelyi 2 Somhegyi 1 Veréb 1 |     | Kotova 2 Gémes 1 Hevesi 1 Kövér-Kiss 1 | Komjádi uszoda Nézőszám: 400 Játékvezetők: Székely Balázs Kun György |

Az Eger kupagyőztes csapatának tagjai: Antal Dóra, Czigány Dóra, Gangl Edina, Katona Réka, Keszthelyi Rita, Miló Sidló Franciska, Parádi Klaudia, Pengő Nikolett, Pócsi Bianka, Somhegyi Noémi, Varga Renáta, Vályi Fanni, Veréb Alexandra, Virág Priscilla, Zajácz Hanna, vezetőedző: Kelemen Attila